# Šmoulové (album, 1988)
Šmoulové bylo první album věnované tematice Šmoulů, které vyšlo v Československu. V roce 1988 je vydalo jako LP desku nakladatelství Supraphon. Album obsahovalo 13 písní (z toho jednu ve slovenštině), které nazpívaly různé hvězdy tehdejší populární hudby. Průvodní text k desce (tzv. sleeve-note) napsal Miloš Skalka.

## Seznam skladeb
Strana A
1. „Šmoulova země“ 0:56 (Hana Zagorová)
2. „Šmoulí zeměkoulí“ 3:18 (Jiří Korn)
3. „Šmoulí ráj“ 3:05 (Iveta Bartošová)
4. „Hlášení šmoulího rozhlasu“ 2:08 (Michal Penk)
5. „Šmoulinka“ 3:25 (Linda Finková)
6. „Šmoulové šmoulujou“ 2:38 (Josef Laufer)
7. „Táhnem za jeden provaz“ 2:42 (Dagmar Patrasová)

Strana B
1. „My jsme ta Šmoulata“ 2:25 (Stanislav Hložek)
2. „Škriatok“ 3:20 (Darinka Rolincová)
3. „Modrý sen“ 3:32 (Karel Gott)
4. „Pracovní šou“ 1:47 (Petra Janů)
5. „Klíčovou dírkou“ 3:20 (Michal David)
6. „Šmoulí song“ 2:48 (všichni předchozí interpreti, jde o prodlouženou verzi úvodní písně)

Původní melodie a texty ke skladbám 1–4, 6, 7, 9 a 10 složil Henri Seroka a nazpíval Jacques Zegers.
V reedici na CD byla přidána jedna píseň:
8. „Šmoulí kapela válí“ 2:16 (Jitka Molavcová)